# Fuernrohria
Fuernrohria là chi thực vật có hoa trong họ Apiaceae.